# ألين ستين
ألين ستين (بالإنجليزية: Allen Steen)‏ هو مروج أمريكي، ولد في 1940 في تكساس في الولايات المتحدة.

## وصلات خارجية
- الموقع الرسمي